# Lengericher Conclusum
Das Lengericher Conclusum (von lateinisch conclusum „Beschluss“) war eine am 10. und 11. Juli 1645 in Lengerich getroffene Vereinbarung in Vorbereitung der Verhandlungen, die 1648 schließlich zum Westfälischen Frieden führten. Die Vertreter des Kaisers und die Vertreter von vier Kurfürsten (Köln, Mainz, Brandenburg und Bayern) verständigten sich darauf, dass zum bevorstehenden Friedenskongress zur Beendigung des Dreißigjährigen Krieges alle deutschen Reichsstände eingeladen werden sollen.

## Vorgeschichte
Im Hamburger Präliminarfrieden hatte sich Kaiser Ferdinand III. mit Schweden und Frankreich darauf geeinigt, Friedensverhandlungen aufzunehmen, und zwar an zwei Orten: in Münster als Tagungsort vor allem der katholischen Gesandten und in Osnabrück als Tagungsort vor allem der evangelischen Gesandten. Zahlreiche Fragen waren allerdings noch ungeklärt, nicht zuletzt die Frage, wer das Reich bei den Verhandlungen vertreten solle:
- nur der Kaiser?
- der Kaiser mit den Kurfürsten?
- Sollte die Reichsdeputation, der zwischen den Reichstagen tagende Ausschuss, beteiligt werden?
- Sollten alle Reichsstände zugegen sein?

Letzteres forderten – auf Drängen der Landgräfin Amalie Elisabeth von Hessen-Kassel – auch Schweden und Frankreich. Der Kaiser hingegen war bestrebt, den Teilnehmerkreis möglichst klein zu halten und so zu verhindern, dass auch Fragen nach dem Verhältnis zwischen dem Kaiser und den Fürsten und damit nach der Verfassung des Reiches auf die Tagesordnung gerieten. Die Frage des Teilnehmerkreises war zu entscheiden, bevor die eigentlichen Friedensverhandlungen beginnen konnten.

## Lengerich als Treffpunkt der Diplomaten
Der damalige Marktflecken Lengerich bot sich aus mehreren Gründen als Treffpunkt der Diplomaten an:
- Ein Tagungsort außerhalb der beiden Kongressstädte ermöglichte ein Gespräch ohne unmittelbare Beeinflussung seitens der mehrheitlich katholischen Stände in Münster oder der mehrheitlich evangelischen Stände in Osnabrück.[3]
- Lengerich lag loco intermedio (lateinisch für „auf halber Strecke“) an der Handelsstraße zwischen den beiden Verhandlungsstädten Münster und Osnabrück und war von beiden in einem halben Tag zu erreichen.[4]
- Lengerich gehörte zur neutralen Grafschaft Tecklenburg.
- Lengerich war im Krieg von größeren Zerstörungen verschont geblieben. Es gab ausreichende Unterkünfte für die Gesandten.

Deshalb hatte in Lengerich bereits 24. Mai 1645 ein erstes Vorgespräch stattgefunden.
Ungewiss ist, in welchem Haus in Lengerich die Verhandlungen zum Conclusum stattfanden. In der örtlichen Überlieferung werden dazu drei verschiedene Häuser genannt, außerdem die Kirche.
Auch nach dem Conclusum gab es in Lengerich am 16. und 17. August 1646, am 18. und 19. Oktober 1646 sowie am 8. November 1646 weitere Zusammenkünfte von Gesandten. Zudem ergaben sich in Lengerich zuweilen diplomatische Gespräche, wenn sich dort Gesandte auf der Reise zwischen den beiden Verhandlungsstädten begegneten.

## Das Conclusum
Die Verhandlungen, die zum Conclusum führten, fanden am 10. und 11. Juli 1645 statt. Der kleine Teilnehmerkreis beschränkte sich auf Vertreter der vier kurfürstlichen Gesandtschaften und der beiden kaiserlichen Gesandtschaften in Münster und in Osnabrück. Das Ergebnis, das Conclusum, war ein ausführliches Gutachten an den Kaiser, in dem die kurfürstlichen Gesandten dem Kaiser empfahlen, alle Reichsstände zu den Friedensverhandlungen einzuladen. Da mehr und mehr Reichsstände von ihm abrückten und da sich nach dem schwedischen Sieg in der Schlacht bei Jankau am 6. März 1645 die militärische Lage der Kaiserlichen verschlechtert hatte, gab der Kaiser seinen Widerstand gegen die Zulassung der Reichsstände auf, folgte dem Conclusum und lud die Reichsstände am 29. August 1645 zum Friedenskongress ein.

## Folgen
Infolge des Lengericher Conclusums waren in Münster und Osnabrück erstmals in der europäischen Geschichte nicht nur die Kriegsparteien, sondern auch die nicht kriegsführenden, jedoch vom Krieg betroffenen Parteien an Friedensverhandlungen. Das Lengericher Conclusum machte den Weg frei zur Aufnahme ernsthafter Friedensverhandlungen und damit für den Westfälischen Frieden von 1648.